# Governo Beiyang
Il governo Beiyang, o anche a volte governo Peiyang (pinyin: Běiyáng zhèngfǔ), si riferisce al governo della Repubblica di Cina che fu al potere nella capitale Pechino dal 1912 al 1928. Esso fu internazionalmente riconosciuto come il legittimo governo cinese. Prende il nome dall'Esercito Beiyang o,  esattamente, Corpo d'armata del Pei-yang che lo dominò fin dall'ascesa del generale Yuan Shikai, ex-fedele alla Dinastia Qing che tuttavia si autoproclamò imperatore e restaurò brevemente l'Impero. Alla sua morte il potere si divise fra i vari politici, militari e signori della guerra regionali che dettero vita a cricche militari in continuo contrasto tra loro e che gettarono nel caos la stabilità della Nazione e del governo Beiyang. Ciononostante il governo godette del riconoscimento estero ed ebbe sempre accesso ai finanziamenti delle grandi potenze mondiali.
La sua legittimità fu seriamente messa in dubbio nel 1917 da Sun Yat-sen, dalla base di Canton del Kuomintang (KMT). Il suo successore Chiang Kai-shek sconfisse i signori della guerra Beiyang nella Spedizione del Nord del 1926-1928 e riunificò il paese sotto il proprio governo nazionalista stabilito a Nanchino, in realtà una dittatura militare fortemente autoritaria. In seguito esso ricevette il riconoscimento internazionale.

## Sistema politico

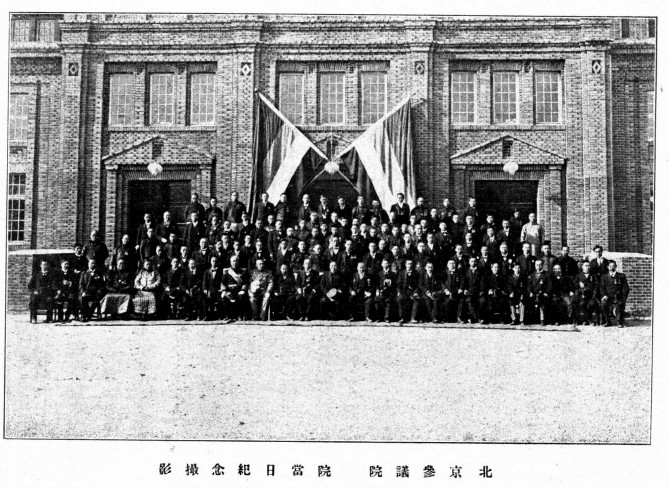
Il primo Congresso della Repubblica di Cina

In base alla Costituzione provvisoria della Repubblica di Cina redatta dal Senato provvisorio nel febbraio 1912, l'Assemblea nazionale (parlamento) eleggeva il presidente e il vicepresidente per cinque anni e nominava un primo ministro per scegliere e guidare il gabinetto. I ministri competenti dovevano controfirmare i decreti esecutivi affinché fossero vincolanti. I ministeri più importanti erano esercito, finanza, comunicazioni e interni. L'importanza del Ministero della Marina diminuì in modo significativo dopo che la maggior parte delle sue navi disertarono per il movimento di protezione della costituzione meridionale nel 1917. Il Ministero delle comunicazioni era anche responsabile dei trasporti, della posta e della Banca delle Comunicazioni ed era la base della influente Cricca delle Comunicazioni. Il Ministero degli interni era responsabile della polizia e della sicurezza, mentre il più debole Ministero della giustizia si occupava degli affari giudiziari e delle prigioni. Il Ministero degli affari esteri aveva un rinomato corpo diplomatico con figure come Wellington Koo. Poiché i generali richiedevano le loro capacità, al Ministero degli affari esteri fu concessa una sostanziale indipendenza. Il più grande risultato del Ministero fu il ritorno nel 1922 delle concessioni tedesche nello Shandong che erano state sequestrate dal Giappone durante la prima guerra mondiale, il che aumentò notevolmente la reputazione del Governo. Il Ministero degli Esteri negò con successo al governo del Sud qualsiasi riconoscimento internazionale fino al crollo del governo Beiyang. La Cina fu un membro fondatore della Società delle Nazioni.
L'assemblea era bicamerale con un Senato che aveva un mandato di sei anni suddiviso in due classi e una Camera dei rappresentanti con mandato triennale. I senatori erano scelti dalle assemblee provinciali e i rappresentanti erano scelti da un collegio elettorale scelto da una franchigia pubblica limitata. Il compito dell'assemblea era scrivere una Costituzione permanente, un progetto di legge, approvare il bilancio e i trattati, ratificare il gabinetto e mettere sotto accusa i funzionari corrotti. Fu inoltre fornita una magistratura indipendente con una Corte suprema. I primi codici di legge erano basati sulla riforma del Codice legale del Grande Qing in qualcosa di simile al diritto civile tedesco.
In realtà, queste istituzioni erano minate da forti legami personali e di fazione. Nel complesso, il governo era estremamente corrotto, incompetente e tirannico. La maggior parte delle entrate fu spesa per le forze militari di qualsiasi fazione al potere in quel momento. Le legislature di breve durata ebbero cricche civili e dibattiti, ma furono soggette a corruzione, dimissioni forzate o scioglimento del tutto.
Durante il periodo dei signori della guerra, il governo rimase molto instabile, con sette capi di Stato, cinque amministrazioni provvisorie, 34 capi di governo, 25 gabinetti, cinque parlamenti e quattro statuti nell'arco di dodici anni. Fu più volte vicino alla bancarotta quando solo un milione di dollari poteva decidere il destino della burocrazia. Le sue entrate provenivano principalmente dalle entrate doganali, dai prestiti esteri e dai titoli di Stato, poiché aveva difficoltà a riscuotere le tasse al di fuori della capitale anche se le regioni circostanti erano controllate da signori della guerra alleati. Dopo la guerra Zhili-Anhui del 1920, nessuna tassa fu rimessa a Pechino fuori dalla provincia di Zhili.

## Storia

### Sotto Yuan

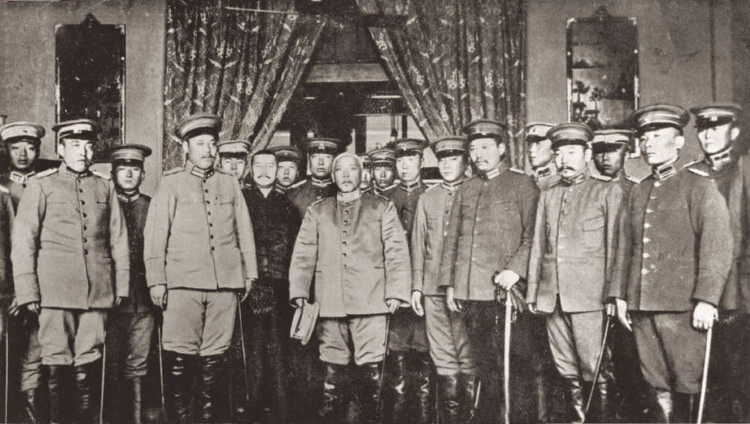
L'inaugurazione di Yuan Shikai come presidente provvisorio

Dopo la Rivoluzione Xinhai del 1911-1912 i ribelli fondarono un governo provvisorio repubblicano a Nanchino sotto il presidente Sun Yat-sen e il vicepresidente Li Yuanhong. Poiché controllavano solo la Cina meridionale mentre il nord era ancora saldamente in mano ai monarchici, più potenti, dovettero negoziare con il comandante dell'Esercito Beiyang, Yuan Shikai, per porre fine alla dinastia Qing. Il 10 marzo 1912 Yuan divenne presidente provvisorio a Pechino, la sua base di potere. Rifiutò di trasferirsi a Nanchino, temendo di essere assassinato. Era anche più economico mantenere la burocrazia Qing esistente a Pechino, così anche il Senato provvisorio si trasferì a nord. Il governo iniziò così la sua amministrazione da Pechino il 10 ottobre 1912.
Le elezioni dell'assemblea nazionale del 1912-1913 diedero più di metà dei seggi e il controllo di entrambi i rami al Partito Nazionalista di Sun. Il secondo partito più grande, i progressisti guidati da Liang Qichao, favoriva generalmente Yuan. Sun guidò una fazione di nazionalisti contro Yuan in una Seconda Rivoluzione durante l'estate del 1913 ma subì la completa sconfitta entro due mesi.

#### Ritorno alla monarchia
In risposta alle minacce il parlamento elesse Yuan per un periodo di cinque anni a partire dal 10 ottobre 1913. Egli truccò i voti per ottenere poteri radicali e iniziò a pensare sempre di più a come portare la Cina sotto il suo dominio totale come nuovo imperatore. Yuan iniziò a partecipare ai vecchi riti confuciani legati alla monarchia.
Nel 1915 Yuan creò un movimento monarchico che lo pregò simbolicamente di salire al trono. Si rifiutava educatamente e umilmente ogni volta fino a che una speciale convenzione nazionale di quasi duemila delegati lo sostenne all'unanimità. Yuan Shikai accettò "con riluttanza" e fu incoronato imperatore della Cina.
L'ex ministro della Giustizia Liang Qichao allora incoraggiò la neonata cricca dello Yunnan guidata dal generale Cai E a ribellarsi contro Yuan, scatenando la guerra di protezione nazionale. La guerra andò male per Yuan poiché affrontò un'opposizione quasi universale. La maggior parte dei suoi luogotenenti lo abbandonarono. Per riconquistarli annunciò la fine dell'Impero cinese il 22 marzo 1916. Tuttavia i suoi nemici chiesero le sue dimissioni da presidente. A giugno Yuan morì di uremia, lasciando una repubblica fratturata nel caos.

### I signori della guerra e la formazione dei regionalismi

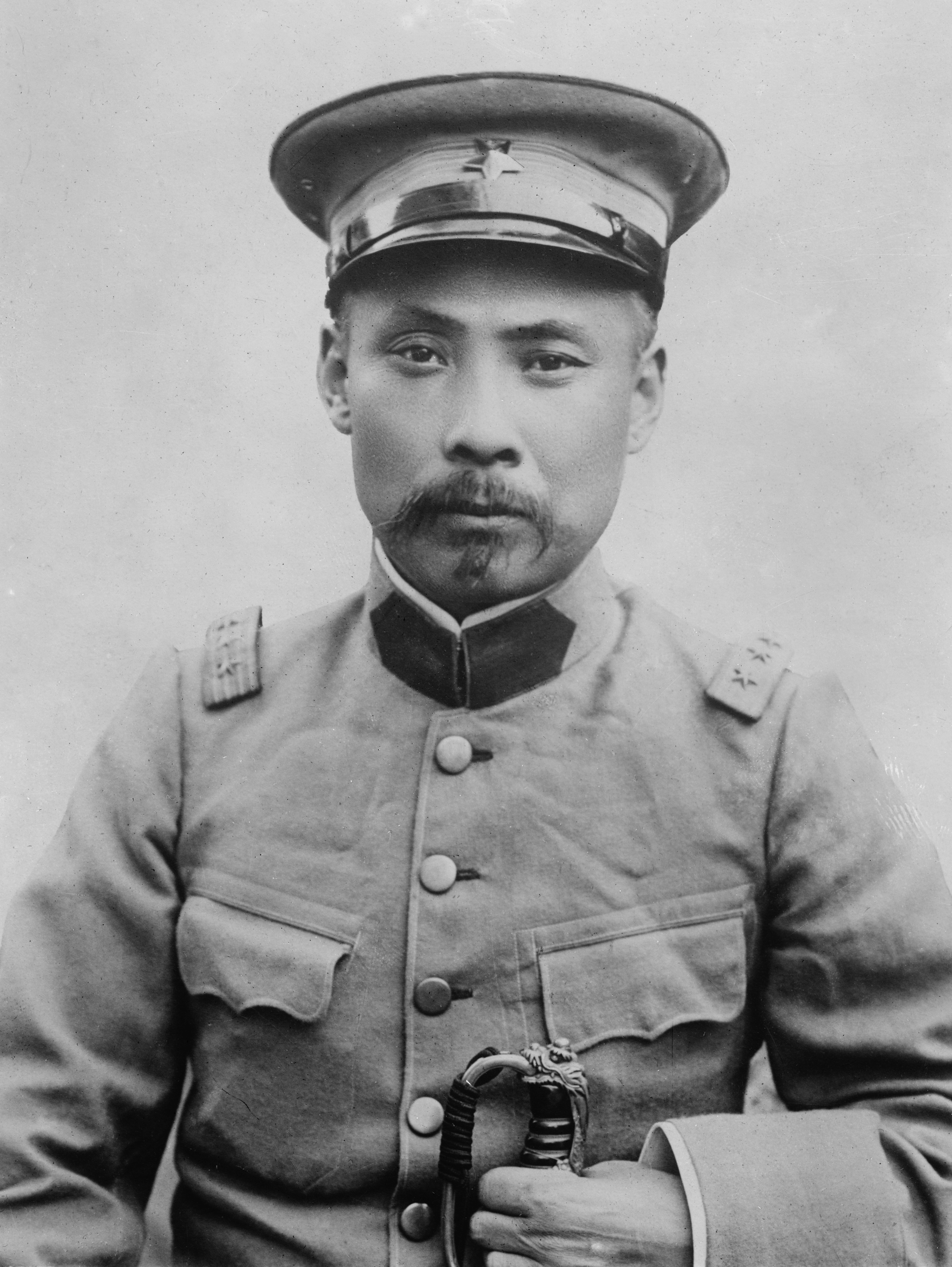
Duan Qirui, capo esecutivo della Repubblica di Cina

Li Yuanhong successe a Yuan come presidente il 7 giugno. Per merito della sua posizione anti-monarchica a Nanchino, Feng Guozhang divenne vicepresidente. Duan Qirui mantenne il posto di primo ministro. Il parlamento originale eletto nel 1913 si riunì di nuovo il 1º agosto e ripristinò la Costituzione provvisoria. C'erano tre fazioni in parlamento ora: il Partito Rivoluzionario Cinese di Sun Yat-sen, la Cricca di Ricerca Costituzionale di Liang Qichao e la Cricca delle Discussioni Costituzionali di Tang Hualong.
Il primo ordine del giorno era la creazione di un esercito nazionale. Ciò fu problematico in quanto i meridionali reagirono con sospetto nel timore che potessero essere privati dei loro comandi dai generali Beiyang inaffidabili. Nessun progresso fu fatto su questo problema.
Il secondo quesito fu la prima guerra mondiale. Il premier Duan e Liang Qichao erano favorevoli a entrare in guerra dalla parte alleata. Il presidente Li e Sun Yat-sen erano contrari. Duan riuscì a rafforzare il parlamento per rompere i legami con l'Impero tedesco. Li licenziò Duan quando furono scoperti i suoi prestiti segreti dal Giappone. Duan denunciò la sua rimozione come illegale e istituì una base a Tientsin. La maggior parte dei generali Beiyang si schierò dalla parte di Duan e richiesero lo scioglimento del parlamento. Nel giugno del 1917 il generale Zhang Xun si offrì di mediare e andò a Pechino con i suoi soldati. Sostenuto con fondi e armi tedeschi, occupò la capitale e costrinse Li a sciogliere il parlamento. Il 1º luglio scioccò la Nazione ripristinando Pu Yi come imperatore.
Dopo essere fuggito alla legazione giapponese, Li riconfermò Duan Qirui come primo ministro e gli incaricò di proteggere la Repubblica. Duan guidò un esercito che sconfisse rapidamente la Restaurazione Manciù. Li si dimise da presidente e gli succedette Feng Guozhang. Duan rifiutò di ripristinare il parlamento a causa delle spiacevoli esperienze con esso in passato. Sosteneva che la sua vittoria sulla Restaurazione Manciù contasse come una seconda Rivoluzione Xinhai e si proponeva di creare un nuovo Senato provvisorio che redasse le regole elettorali per un nuovo parlamento. Questo senato ridusse di quasi il 50% il numero di seggi nel futuro parlamento.
I suoi avversari non erano d'accordo nel sostenere che secondo l'argomentazione di Duan, egli avrebbe dovuto dimettersi poiché la posizione di premier non poteva esistere indipendentemente dal parlamento. Sun Yat-sen e i suoi seguaci si trasferirono a Canton per istituire un governo rivale sotto il movimento di protezione della costituzione con il sostegno della cricca dello Yunnan e della vecchia cricca del Guangxi. Un pezzo del vecchio parlamento tenne una sessione straordinaria.
Il Governo Beiyang dichiarò guerra agli Imperi centrali nell'agosto 1917 e iniziò a inviare battaglioni di operai in Francia e una forza simbolica in Siberia. Duan prese grandi prestiti dal Giappone sostenendo che progettava di costruire un esercito di un milione di uomini da inviare in Europa ma i suoi rivali sapevano che questo esercito non avrebbe mai lasciato il Paese perché il suo vero scopo era quello di schiacciare il dissenso. Nel frattempo, la guerra tra i governi del nord e del sud portò a uno stallo in quanto nessuna delle due parti poteva sconfiggere l'altra. Il favoritismo di Duan nel promuovere parenti, amici, anhuiti e protetti in posizioni alte nell'esercito e nel governo causò forti divisioni all'interno dell'Esercito Beiyang. I suoi seguaci divennero noti come la Cricca di Anhui. I suoi detrattori si radunarono attorno al presidente Feng e formarono la Cricca di Zhili. La cricca di Zhili favorì i negoziati pacifici con il sud mentre Duan voleva conquistarlo. Duan si dimise da premier a causa dell'interferenza del presidente ma i suoi sottoposti fecero pressione su Feng per ripristinarlo.
Le elezioni del 1918 per il nuovo parlamento furono truccate per favorire la cricca di Anhui di Duan, che prese tre quarti dei seggi. Il resto andò alla Cricca delle Comunicazioni di Liang Shiyi e alla Cricca delle Ricerche di Liang Qichao o indipendenti. Poiché il presidente Feng stava semplicemente terminando il mandato di cinque anni che Yuan aveva iniziato nel 1913, fu costretto a dimettersi in ottobre. Duan sostituì il suo arci-rivale con Xu Shichang come presidente, il più vicino a un normale trasferimento di potere nella storia di questo governo. Duan promise all'alleato di Feng, Cao Kun, la vicepresidenza ma le cricche di Comunicazioni e Ricerche si opposero dopo che i giornali riferirono che Cao aveva speso enormi quantità di denaro per una prostituta. Preferivano spedirlo nel rinnegato sud come forma di riconciliazione. Tuttavia nessun meridionale accettò l'offerta e questo lasciò la vicepresidenza in forma vacante. Da qui nacque un'inimicizia tra Cao Kun e Duan. Quando Feng lasciò la presidenza, Duan si dimise dalla premiership. Duan, tuttavia, rimase l'uomo più potente del Paese attraverso la sua rete nel governo e nell'esercito. Convocato il 12 agosto, il nuovo parlamento passò gran parte del tempo a cercare di redigere una nuova Costituzione per sostituire quella provvisoria del 1912 e rimanendo in polemica contro il vecchio parlamento del Sud.
Alla Conferenza di pace di Parigi del 1919 l'alleato di Duan, Cao Rulin, promise al Giappone tutte le concessioni della Germania nello Shandong. Ciò innescò il Movimento del 4 maggio che indebolì seriamente la stretta della cricca di Anhui sul governo. Anche se la prima guerra mondiale era finita, l'esercito di Duan che era stato creato per essere inviato nelle trincee, non fu sciolto. Invece, fu dato al suo vice Xu Shuzheng per invadere la Mongolia Esterna. Questo inacidì le relazioni con Zhang Zuolin, signore della guerra della Cricca del Fengtian nella Manciuria, che considerava una minaccia un esercito di così grandi dimensioni che rasentava il suo territorio. La cricca di Zhili richiedeva più influenza nel governo ma a dicembre Feng Guozhang morì lasciando il gruppo momentaneamente senza guida. Cao Kun e Wu Peifu emersero come leader della cricca di Zhili ed emisero telegrammi circolari che denunciavano la cricca di Anhui. Cao e Zhang fecero pressioni sul presidente per licenziare Xu Shuzheng. Il presidente era già in posizione contro Duan per aver sabotato i suoi colloqui di pace a Shanghai con il Sud nel 1919. Sia Xu che Duan denunciarono il licenziamento e dichiararono prontamente guerra il 6 luglio 1920. Il 14 luglio le due parti si scontrarono nella guerra Zhili-Anhui. In pochi giorni la cricca di Anhui fu sconfitta e Duan si ritirò dall'esercito. Il nuovo parlamento fu sciolto il 30 agosto.

### Ascendenza della Cricca di Zhili
Sebbene la cricca del Fengtian di Zhang Zuolin ebbe un ruolo minore nell'assistere la cricca di Zhili durante la guerra, fu loro concesso di dividere il potere a Pechino. Jin Yunpeng, che aveva legami con entrambe le parti, fu scelto come premier. Il presidente Xu chiese elezioni parlamentari nell'estate del 1921 ma, poiché solo 11 province vi presero parte, esse furono invalidate e nessuna assemblea fu convocata.
Zhang si preoccupò per la crescente forza militare e per l'atteggiamento anti-giapponese di Wu Peifu che minacciava i suoi sostenitori in Giappone. Usando una crisi finanziaria come pretesto rimosse Jin e lo sostituì con Liang Shiyi nel dicembre del 1921. Wu costrinse Liang a dimettersi dopo un mese accusandolo di essere filo-giapponese. Espose il telegramma di Liang che ordinava ai diplomatici di appoggiare il Giappone sul Problema dello Shandong durante la Conferenza navale di Washington. Zhang strinse quindi un'alleanza con Duan Qirui e Sun Yat-sen. Entrambe le parti inviarono telegrammi circolari per radunare i propri ufficiali e denunciare i nemici. Il 28 aprile la prima guerra Zhili-Fengtian iniziò con Wu che si scontrò con l'esercito di Zhang a Shanhaiguan ed ottenne un'importante vittoria costringendo Zhang a ritirarsi in Manciuria.
Successivamente la cricca di Zhili iniziò una campagna nazionale per ripristinare Li Yuanhong come presidente. Pur avendo convissuto con Xu Shichang per due anni dopo la caduta di Duan, dichiararono la sua presidenza illegale poiché era stato eletto da un parlamento illegale. Chiesero a Xu e Sun Yat-sen di dimettersi dalle presidenze rivali in favore di un governo unificato. Wu convinse Chen Jiongming a cacciare da Canton Sun in cambio del riconoscimento del suo controllo sul Guangdong. Un numero sufficiente di membri del vecchio parlamento si trasferì a Pechino per costituire un quorum che superficialmente diede al governo un'apparenza di funzionamento come avvenne prima della Restaurazione Manciù nel 1917.

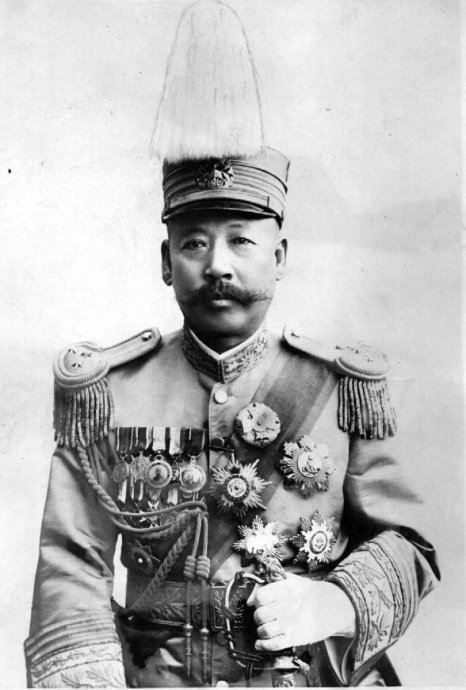
Il presidente Cao Kun

La nuova amministrazione di Li fu ancora più impotente della prima. Le sue nomine di gabinetto dovevano essere approvate da Wu Peifu. Il crescente potere e il prestigio di Wu superarono il suo mentore e ufficiale superiore, Cao Kun, che rese tese le relazioni tra i due. Cao voleva diventare presidente per se stesso ma Wu cercò di contenere le sue ambizioni. Il presidente Li cercò di creare un "Gabinetto di uomini capaci" composto da esperti ma lo rovinò arrestando il Ministro delle finanze Luo Wengan su voci spurie fornite dagli speakers del parlamento. Il governo si dimise in massa e Wu non fu più in grado di proteggere Li. I seguaci di Cao Kun controllavano il nuovo governo e corrompevano il parlamento per mettere sotto accusa Li. Successivamente Cao orchestrò gli scioperi di polizia non retribuita e fece tagliare le utenze per il maniero presidenziale. Li provò a prendere il sigillo presidenziale ma fu intercettato.
Cao Kun trascorse i mesi successivi a promuovere la sua presidenza offrendo apertamente cinquemila dollari a qualsiasi membro del parlamento disposto a eleggerlo. Ciò gli creò una condanna universale ma fu tuttavia eletto e inaugurato nel Giorno del doppio dieci del 1923 con una nuova costituzione, l'unica costituzione formale promulgata fino al 1947. Cao trascurò i suoi doveri presidenziali e preferì incontrare i suoi ufficiali piuttosto che il gabinetto. La vicepresidenza fu di nuovo lasciata vacante per invogliare Zhang Zuolin, Duan Qirui o Lu Yongxiang ma nessuno voleva associarsi con l'infamia di Cao.
Nel settembre 1924 il generale della cricca di Zhili e governatore del Jiangsu Qi Xieyuan chiese il controllo di Shanghai che apparteneva alla sua provincia dallo Zhejiang di Lu Yongxiang, l'ultima provincia controllata dalla cricca di Anhui. I combattimenti scoppiarono tra le due province con Qi che rapidamente guadagnò terreno. Sun Yat-sen e Zhang Zuolin si impegnarono a proteggere lo Zhejiang scatenando la seconda guerra Zhili-Fengtian. Lo Zhejiang cadde e per i due mesi successivi Wu stava gradualmente vincendo contro Zhang.
Nelle prime ore del mattino del 23 ottobre, il generale Feng Yuxiang tradì la cricca di Zhili e mise in atto il Colpo di Pechino mettendo il presidente Cao agli arresti domiciliari. Wu reagì furiosamente a questo tradimento ritirando il suo esercito dal fronte per salvare Cao. Zhang lo inseguì e attaccò la retroguardia di Wu, sconfiggendolo a Tientsin. Wu fuggì nelle Pianure centrali dove Sun Chuanfang tenne la linea contro Zhang.

### Governo esecutivo provvisorio
Il 2 novembre Huang Fu divenne presidente facente funzioni dopo la richiesta di Feng Yuxiang. Dichiarò la presidenza di Cao Kun illegale perché era stata ottenuta con la corruzione. Qualsiasi membro del parlamento che aveva votato per lui fu arrestato. La costituzione del 1923 fu invalidata e sostituita con il "Regolamento per il governo provvisorio". Pu Yi fu espulso dalla Città Proibita e molte altre riforme furono fatte. Zhang, un monarchico, contestò l'espulsione e il governo di Huang. Feng e Zhang accettarono di fare di Duan Qirui il capo del governo provvisorio e di sciogliere definitivamente il vecchio parlamento. L'amministratore delegato provvisorio aveva i poteri combinati del presidente e del premier, la capacità di sciogliere liberamente il suo gabinetto e poteva governare senza una legislatura. Mentre teoricamente molto potente, in realtà Duan era alla mercé di Feng e Zhang.
Feng, Zhang e Duan invitarono Sun Yat-sen a nord per discutere della riunificazione nazionale. Sun viaggiò a Pechino ma il suo cancro al fegato progredì. Duan creò la Conferenza per la Ricostruzione di 160 membri il 1º febbraio. Sun era scettico nei confronti di Duan e Zhang che agivano con l'idea di restaurare Pu Yi. Sun morì a marzo, lasciando i suoi seguaci meridionali divisi.
Duan creò una legislatura provvisoria il 30 luglio, l'ultima assemblea del governo Beiyang. Una commissione di redazione costituzionale si tenne da agosto a dicembre ma la sua bozza non è mai stata accettata mentre scoppiava la guerra dopo che il generale della cricca del Fengtian Guo Songling disertò dal Guominjun di Feng Yuxiang a novembre scatenando la guerra anti-Fengtian. Wu Peifu strinse un'alleanza con Zhang contro Feng per vendicarsi del colpo di Stato. Guo fu ucciso il 24 dicembre e i combattimenti andarono così male contro il Guominjun che Feng si dimise e si trasferì in Unione Sovietica ma fu richiamato dai suoi ufficiali entro pochi mesi. Quando la marea si rivoltò contro il Guominjun, Duan ripristinò l'incarico di premier per allontanare le responsabilità da se stesso. Il Massacro del 18 marzo dei manifestanti a Pechino portò alla rovina di Duan. Sotto forte pressione egli tenne una sessione speciale della legislatura provvisoria che approvò una risoluzione che condannò il massacro. Essa non impedì ai soldati del Guominjun di disarmare le guardie di Duan e costrinse il capo dell'esecutivo a fuggire in una legazione diplomatica il mese successivo. Quando le truppe di Zhang ripresero la capitale qualche settimana dopo, egli si rifiutò di restaurare Duan che considerava un infido opportunista doppiogiochista. La capitale soffrì pesantemente durante l'occupazione iniziale mentre le truppe di Zhang e Wu violentarono e saccheggiarono gli abitanti della città.

### Fine del Governo
Zhang e Wu erano in disaccordo su chi avrebbe dovuto succedere a Duan. Wu voleva restaurare Cao Kun come presidente ma Zhang si opponeva con veemenza. Ciò che seguì fu una serie di deboli governi ad interim. Il servizio civile crollò a causa dei saccheggi e della mancanza delle retribuzioni e i ministeri esistevano solo di nome. Ci furono dimissioni di massa con ministri del governo rimasti sotto pressione da parte dei militari per restare. Le uniche parti funzionanti della burocrazia erano il servizio postale, il servizio delle entrate doganali e l'amministrazione del sale che era gestita da impiegati stranieri. Nessuna legislatura fu creata in quanto sarebbe stata troppo costosa e difficile da assemblare.
Nel luglio del 1926 i sudisti lanciarono la loro Spedizione del Nord. Rapidamente sconfissero gli eserciti di Wu e Sun Chuanfang. Nell'aprile del 1927 Chiang Kai-shek purgò i comunisti dal suo Esercito Rivoluzionario Nazionale e la spedizione fu fermata. Con la sconfitta della cricca di Zhili e l'arresto dei meridionali, Zhang Zuolin prese il controllo del governo Beiyang personalmente come suo generalissimo sotto il "Mandato sull'organizzazione del governo militare". Questa fu l'unica volta in cui si trattava esplicitamente di un governo militare. Zhang dichiarò che lo scopo del suo governo era quello di sconfiggere i "Rossi" per salvare le tradizioni e la cultura della Cina. Il servizio civile iniziò a migliorare e riprendere a funzionare. I ministeri della marina e dell'esercito furono uniti per creare il Ministero degli affari militari.
Il governatore del Guominjun e dello Shanxi Yan Xishan si unì ai nazionalisti contro Pechino. Nel giugno 1928 Zhang decise di abbandonare Pechino e fu assassinato dai giapponesi nell'Incidente di Huanggutun. Le truppe di Yan Xishan occuparono la città avviando il governo Beiyang verso la fine. Pechino fu ribattezzata Peiping fino alla fine della guerra civile cinese nel 1949. Il figlio di Zhang, Zhang Xueliang mantenne un governo in esilio guidato dal premier Pan Fu. Tuttavia molti dipendenti pubblici, compresi ex ministri e presidenti, erano già passati al governo nazionalista. Gli Stati Uniti divennero la prima grande potenza a riconoscere il governo nazionalista di Nanchino il 1º ottobre. Il Giappone invece fu l'ultima grande potenza a riconoscere il nuovo governo perché detestavano l'atteggiamento anti-giapponese del Kuomintang. Zhang negoziò con Chiang Kai-shek per porre fine alla guerra e fu così che, mettendo lui e le sue forze al servizio dei nazionalisti, fu sancita la riunificazione del nord e del sud il 29 dicembre.

## Tentativi giapponesi di ricreare il Governo
I giapponesi avevano scarsi rapporti con il nuovo Stato monopartitico del Kuomintang a Nanchino. Quando il Sol Levante creò il separatista Manciukuò nel 1932, il nuovo paese usò il simbolismo del Beiyang. Il Manciukuò fu seguito dal Mengjiang, dal governo provvisorio e dal governo riformato, che utilizzavano tutti i simboli del Beiyang. Quando l'influente politico nazionalista Wang Jingwei disertò verso i giapponesi, fu incaricato del governo riorganizzato nel 1940. Wang insistette per adottare simboli nazionalisti per creare un governo rivale parallelo contro il governo del Kuomintang a Chongqing invece di rilanciare il governo Beiyang. Sia il governo di Wang che il governo nazionalista di Chongqing usavano simboli quasi identici e rivendicavano la loro continuità dal regime di Sun Yat-sen piuttosto che dal regime di Yuan Shikai.